# О чём говорят мужчины. Простые удовольствия
«О чём говорят мужчины. Простые удовольствия» — российский комедийный фильм режиссёра Михаила Полякова. Премьера фильма в широком прокате состоялась 2 февраля 2023 года, спустя пять лет после выхода предыдущего фильма. «О чём говорят мужчины. Простые удовольствия» являются четвёртой частью в серии, а также сиквелом к третьему фильму — «О чём говорят мужчины. Продолжение» (2018).
Фильм «О чём говорят мужчины. Простые удовольствия» получил и смешанные, и негативные отзывы критиков, которые его сочли более слабым, чем предыдущие проекты франшизы. Однако, несмотря на отзывы, предпродажи фильма почти догнали третий, а сейчас кинокомедия собрала более 250 миллионов рублей.

## Сюжет
14 июля 2019 года. Старые друзья встречаются, чтобы выпить, прогуляться и поговорить о личном. Лёша старается понять, реальна ли женская дружба, Камиль интересуется, можно ли уволить того, кого считаешь своим лучшим другом, Слава вспоминает о первой любви, а Саша рассуждает об утрате папы и необходимости получать удовольствие, несмотря ни на что. Гуляя по центру Москвы, они также обсуждают проблемы «вкручивания лампочки» и откровенные фотографии в соцсетях.

## В ролях
| Актёр                | Роль                                  |
| -------------------- | ------------------------------------- |
| Леонид Барац         | Лёша                                  |
| Александр Демидов    | Саша                                  |
| Камиль Ларин         | Камиль                                |
| Ростислав Хаит       | Слава                                 |
| Михаил Полицеймако   |                                       |
| Екатерина Варнава    | камео                                 |
| Максим Виторган      | Косиков, одноклассник Славы           |
| Дмитрий Нагиев       | камео                                 |
| Гарик Харламов       | камео                                 |
| Григорий Дудник      | Косиков, одноклассник Славы в детстве |
| Александр Хорлин     | Андрей Корнилов, любой психолог       |
| Мария Шамшина        | накрашенная женщина                   |
| Лия Мамухова         | хостес                                |
| Александрина Олексюк | Наташа                                |
| Вячеслав Смирнов     |                                       |
| Марина Барсукова     | зрительница                           |
| Ксения Зотова        | студентка                             |
| Мария Ремер          | помощница Лёши                        |
| Алексей Сатирский    | официант                              |
| Григорий Данцигер    | Брадобрей                             |
| Владимир Барташевич  | бегущий человек                       |
| Роман Юрченко        | чиновник                              |

Саундтрек — песни группы «Би-2».

## Приём

### Кассовые сборы
«О чём говорят мужчины. Простые удовольствия» за первый день второго уик-энда заработала 6,15 млн рублей при очень слабой посещаемости. В залах было в среднем по 7 человек. Всего собрано 195 миллионов рублей.

### Критический приём
Фильм «О чём говорят мужчины. Простые удовольствия» получил и смешанные, и негативные отзывы критиков, которые его сочли более слабым, чем предыдущие проекты франшизы. В основном критиковали следующие аспекты фильма: сюжет, актёрская игра и сценарий. На сайте-агрегаторе оценок Критиканство четвёртый фильм получил лишь 44/100 на основе 7 рецензий, что является самым низким результатом в серии.

### Места съёмок
Почти все съёмки проходили в периметре Садового кольца. Единственный эпизод с дегустацией сербских напитков был снят на Кутузовском проспекте.